# Thiên hoàng Ninken
Thiên hoàng Nhân Hiền (仁賢天皇, Ninken-tennō, Nhân Hiền Thiên hoàng) hay Ninken okimi (khoảng 489) là vị Thiên hoàng thứ 24 của Nhật Bản theo Danh sách Nhật hoàng truyền thống. Không có ngày tháng chắc chắn về cuộc đời và thời đại của Thiên hoàng này. Ninken được cho là đã trị vì đất nước vào cuối thế kỷ 5, nhưng rất hiếm thông tin về ông. Các học giả chỉ còn biết than phiền rằng vào thời điểm này, chưa có đủ cứ liệu để thẩm tra và nghiên cứu thêm.
Ông, ban đầu là Hoàng tử Oyoke, cùng với em trai mình là Hoàng tử Woke, được tìm thấy khi Thiên hoàng Seinei qua đời mà không có con kế vị. Hai chàng trai này được cho là cháu nội của Thiên hoàng Richū. Họ lên ngôi với tư cách con nuôi của Seinei, mặc dù chưa rõ rằng họ được "tìm thấy" khi Seinei còn sống hay chỉ sau khi ông qua đời. Người em, Woke, thụy hiệu Kenzō, lên ngôi trước anh trai, với sự đồng ý của cả hai người. Khi Hoàng tử Woke qua đời mà không có người kế vị, Hoàng tử Oyoke lên ngôi lấy thụy hiệu là Ninken.
Con gái của Ninken là Tashiraka sau đó kết hôn với Keitai, người thừa kế và có lẽ là kẻ chiếm đoạt ngôi báu của anh trai nàng, và trở thành mẹ của Thiên hoàng Kimmei, triều đại tương lai và là tổ tiên trực hệ của tất cả các Thiên hoàng Nhật Bản sau này. Hình như ông cũng có một người con gái nữa, Công chúa Tachibana, người được ghi lại là sẽ trở thành vợ của Thiên hoàng Senka và mẹ của Công chúa Iwahime, người trở thành một phi tử của Kimmeih và Bidatsu, một triều tương lại và tổ tiên trực hệ của Thiên hoàng ngày nay.
Ninken được kế vị bởi người con trai là Ankan, tuy vậy, Ankan cũng sớm qua đời mà không có người kế vị.